# Howell M. Estes III

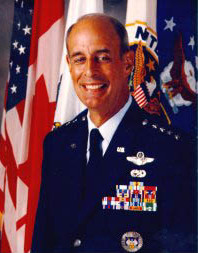
Howell M. Estes

Howell Marion Estes III (* 16. Dezember 1941 in San Antonio, Texas; † 18. März 2024) war ein General der United States Air Force. Er war unter anderem Kommandeur des North American Aerospace Defense Command.

## Leben
Howell Estes war ein Sohn von Howell M. Estes Jr. und dessen Frau Anna Holcomb Verbeck. Der Vater war ebenfalls Vier-Sterne-General der US Air Force. Im Jahr 1965 absolvierte der jüngere Estes die United States Air Force Academy in Colorado Springs. Nach seiner Graduation wurde er als Leutnant in das Offizierskorps der Air Force aufgenommen. In der Folge durchlief er alle Offiziersgrade vom Leutnant bis zum Vier-Sterne-General.
Im Lauf seiner militärischen Karriere absolvierte er verschiedene Kurse und Schulungen. Dazu gehörten unter anderem eine Ausbildung zum Kampfpiloten und weitere Fortbildungskurse als Pilot neuer Flugzeugtypen, das Air Command and Staff College und das National War College in Fort Lesley J. McNair, Washington, D.C. Außerdem erhielt er einen akademischen Grad von der Auburn University.
In seinen frühen Jahren als Offizier der Luftwaffe war er an verschiedenen Stützpunkten stationiert. Dabei war er als Pilot, Flugausbilder oder Stabsoffizier bei unterschiedlichen Einheiten tätig. Dazwischen absolvierte er die erwähnten Schulungen. Als Stabsoffizier war er unter anderem im Hauptquartier der Air Force tätig. Zwischen Mai 1969 und Mai 1970 war er auf der Korat Royal Thai Air Force Base in Thailand stationiert. Von dort aus nahm er als Kampfpilot am Vietnamkrieg teil. Danach folgten Anfang der 1970er Jahre weitere Auslandsversetzungen. So war er zwischen Mai 1970 und April 1972 in den Niederlanden auf dem damaligen Camp New Amsterdam stationiert. Es folgte eine Versetzung zum Hauptquartier der United States Air Forces in Europe (USAFE). Diese war damals zunächst noch auf der Lindsey Air Station in Wiesbaden stationiert und zog im Sommer 1973 auf die Ramstein Air Base um. Estes machte diesen Umzug mit. Zwischen Mai 1972 und August 1974 gehörte er in unterschiedlichen Funktionen dem Stab der USAFE an.
Anschließend setze er in den Vereinigten Staaten seine Offizierslaufbahn fort. Zwischen Juni 1984 und Januar 1986 kommandierte er als Oberst auf der Nellis Air Force Base in Nevada die 4450th Tactical Group. Danach gehörte er bis Juni 1987 dem Stab des NATO-Hauptquartiers in Belgien an. Im Juni 1987 wurde er auf die Beale Air Force Base in Kalifornien versetzt, wo er das Kommando über die 14th Air Division erhielt, das er bis zum August 1988 ausübte. Es folgte eine Versetzung zur Offutt Air Force Base in Nebraska. Dort gehörte Howell Estes bis zum Juli 1991 in unterschiedlichen Funktionen dem Stab des United States Strategic Commands an. Es folgte eine Versetzung zum Hauptquartier der Air Force in Washington, D.C., wo er bis August 1992 dessen Stabsabteilung für Planungen und Operationen angehörte.
Zwischen August 1992 und Oktober 1994 war Estes in Südkorea stationiert. Dort erhielt er am 17. August 1992 als Nachfolger von Ronald Fogleman das Kommando über die 7. Luftflotte. Gleichzeitig war er stellvertretender Kommandeur der United States Forces Korea, der kombinierten südkoreanisch-amerikanischen Streitkräfte, und des United Nations Command. Diese Aufgaben bekleidete er bis zum 30. September 1994, als er von Ronald W. Iverson abgelöst wurde. Nach seiner Rückkehr in die Vereinigten Staaten wurde Estes zum Stab der Joint Chiefs of Staff versetzt. Dort leitete er zwischen Oktober 1994 und August 1996 deren J3-Stabsabteilung für Operationen (director for operations (J-3), the Joint Staff, Washington, D.C.).
Sein letzter militärischer Auftrag führte Howell Estes auf die Peterson Space Force Base in Colorado. Zwischen dem 26. August 1996 und dem 14. August 1998 hatte er gleichzeitig den Oberbefehl über das Air Force Space Command, das United States Space Command und das North American Aerospace Defense Command. Anschließend schied er aus dem aktiven Militärdienst aus.
Während seiner aktiven Zeit als Militärpilot absolvierte er über 4500 Flugstunden auf verschiedenen Flugzeugtypen.
Nach seiner Pensionierung wurde Howell Estes Mitglied in Vorständen verschiedener Firmen. Dazu gehörten unter anderem die Firmen Aerospace Corporation, Analytical Graphics, Space Foundation, DigitalGlobe und MAXAR Technologies. Außerdem war er Firmenberater von Northrop Grumman.

## Daten der Beförderungen
| Abzeichen | Rang               | Jahr             |
| --------- | ------------------ | ---------------- |
|           | Second Lieutenant  | 9. Juni 1965     |
|           | First Lieutenant   | 9. Dezember 1966 |
|           | Captain            | 13. Juni 1968    |
|           | Major              | 1. März 1975     |
|           | Lieutenant Colonel | 1. April 1978    |
|           | Colonel            | 1. November 1980 |
|           | Brigadier General  | 1. Oktober 1987  |
|           | Major General      | 1. März 1990     |
|           | Lieutenant General | 17. August 1992  |
|           | General            | 1. Oktober 1996  |

## Orden und Auszeichnungen
Howell Esters III erhielt im Lauf seiner militärischen Laufbahn unter anderem folgende Auszeichnungen:
- Defense Distinguished Service Medal
- Air Force Distinguished Service Medal
- Defense Superior Service Medal
- Legion of Merit
- Distinguished Flying Cross
- Air Medal
- Meritorious Service Medal
- Air Force Commendation Medal
- Air Force Outstanding Unit Award
- Air Force Organizational Excellence Award
- Combat Readiness Medal
- National Defense Service Medal
- Armed Forces Expeditionary Medal
- Vietnam Service Medal
- Air Force Longevity Service Award
- Vietnam Campaign Medal (Südvietnam)

Außerdem wurden ihm noch zahlreiche Ordensbänder (ribbons) verliehen.